# Királyok völgye 21

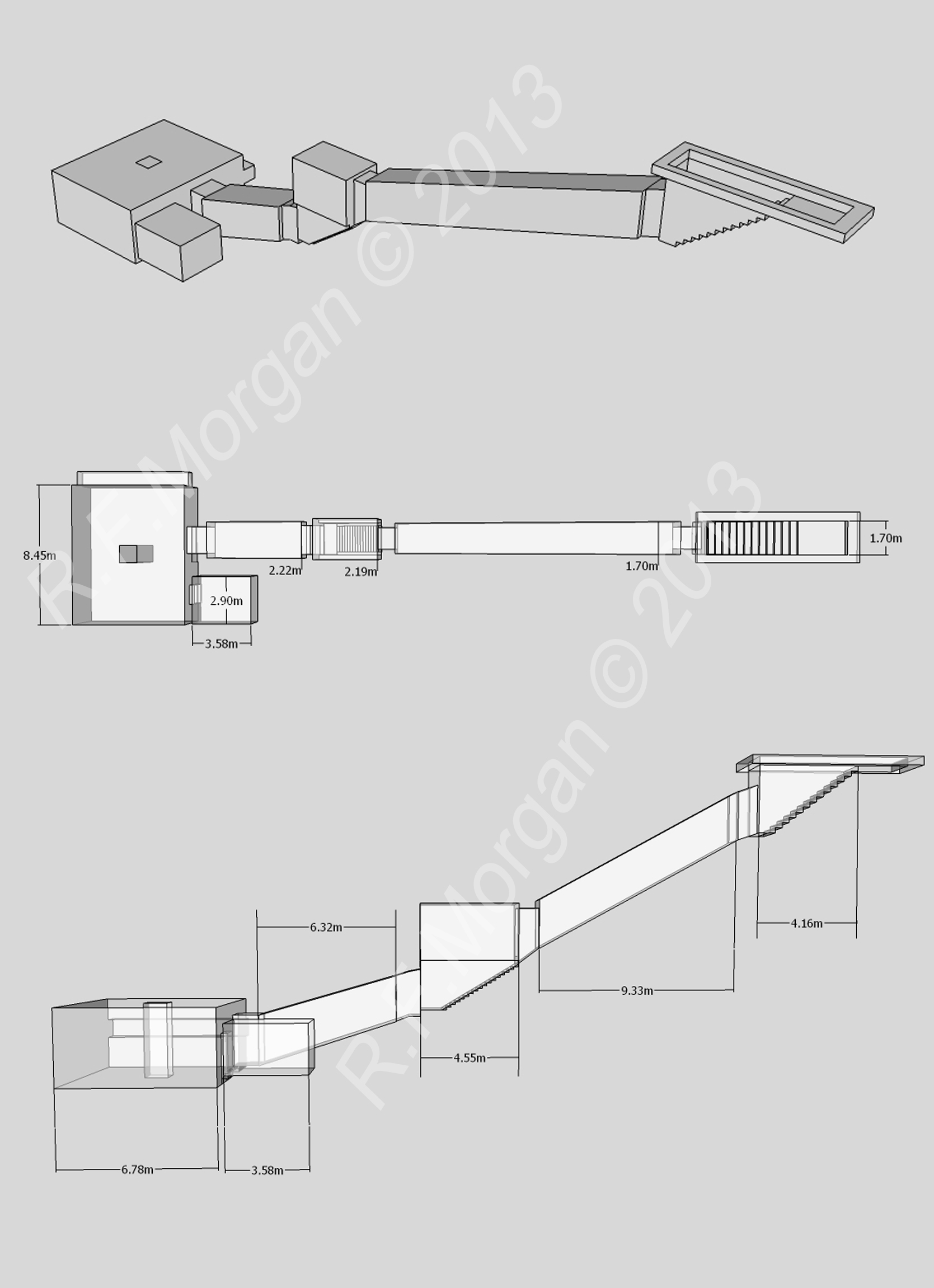
A sír izometrikus képe, alaprajza és oldalnézeti metszete egy 3D-modell alapján

A Királyok völgye 21 (KV21) egy egyiptomi sír a Királyok völgye keleti völgyében, a fő vádi délkeleti ágában, a Királyok völgye 19-től északra. A sírt Giovanni Battista Belzoni fedezte fel 1817-ben. A sírt feltérképezte James Burton (1825) és Eugène Lefébure (1889), majd Donald P. Ryan végzett újabb feltárást 1989-1990-ben.

## Leírása
A sír hajlított tengelyű, 41,04 m hosszú, területe 120,29 m². Egyenes tengelyű. Egy lépcső vezet le a sírba, ezt lejtős folyosó követi, majd újabb lépcső és újabb lejtős folyosó. Ebből nyílik az egyoszlopos sírkamra, melyből a bejárat mellett egy mellékkamra nyílik. A sírkamra jobb oldalán mélyedés húzódik végig a falon. A sír stílusa alapján a XVIII. dinasztia idejére datálható. A sír díszítetlen, de jó minőségű, falai le vannak simítva, és látszanak rajta a kőművesek által otthagyott jelek. Alaprajza nagyban hasonlít a III. Amenhotep sírjában (KV22) kialakított két királynéi sírkamráéra, melyek Tije és Szitamon számára készültek, így feltételezhető, hogy egy nagyjából ebben az időben készült királynéi sírról van szó.
A sírkamra padlóján két női múmiát találtak koporsó nélkül, gyakorlatilag meztelenül. Mindkét múmia bal karja behajlítva a mellkason fekszik, a jobb pedig kinyújtva a test mellett; ez a póz a királynékra volt jellemző, így már megtalálásukkor feltételezhető volt, hogy a királyi család tagjai. A múmiák megtalálásuk helye alapján a KV21A és KV21B nevet kapták. 2010-ben DNS-vizsgálat azonosította a KV21A múmiát a Tutanhamon sírjában talált két magzat (a fiatal fáraó két halva született lánya) anyjaként. Lehetséges, hogy a múmia Tutanhamon egyetlen ismert feleségéé, Anheszenamoné, de konkrét bizonyíték még nincs erre.
A mellékkamrában agyag- és alabástromedények darabjai hevertek, a folyosón egy kék edény darabjai, a lépcső tetején egy nagy méretű, ép cserépedény állt. A sírban összesen 24 nagy tárolóedény darabjait találták meg, stílusuk alapján a Hatsepszut és IV. Thotmesz uralkodása közti időkből; a bennük talált, nátronnal átitatott vásznak a balzsamozásból maradhattak meg. Egy kanópuszedény darabjai és öt kicsi pecsét is előkerültek.
Az 1825-ben itt járt Burton még „tiszta, új sír”-ként írta le a sírt, de Ryan 1989-ben megkezdett ásatásakor már az áradások idehordta törmelék elborította a bejáratot és a víz bejutott a sírba is. A múmiákban vandálok tettek kárt valamikor 1817 után. 1990-ben újra összeállították a széttört múmiákat és visszahelyezték őket a sírba, melyet biztonsági ajtóval láttak el.

## Külső hivatkozások
- Theban Mapping Project: KV21